# S100A6
S100A6 — це протеїн, що належить до родини білків S100 та кодується однойменним геном S100A6 на хромосомі 1 (1q21).

## Властивості
Протеїн S100A6 локалізується в цитоплазмі та ядрі багатьох нормальних клітин має кальцій-зв'язуючі властивості та бере участь у регуляції різноманітних клітинних процесів, зокрема прогресії клітинного циклу та диференціації клітин.

## Взаємодія
S100A6 має взаємодію з іншим членом родини S100, а саме з протеїнами S100B та SUGT1.

## Патологія
Підвищена експресія S100A6 описана при меланомі та папілярному раці щитоподібної залози, при якому даний протеїн пропонується до застосування як молекулярний маркер пухлини.